# Лоун Стар (Тексас)
Лоун Стар (енгл. Lone Star) град је у америчкој савезној држави Тексас. По попису становништва из 2010. у њему је живело 1.581 становника.

## Демографија
Према попису становништва из 2010. у граду је живело 1.581 становника, што је 50 (3,1%) становника мање него 2000. године.
| Група             | 2000.         | 2010.       |
| Белци             | 1.165 (71,4%) | 950 (60,1%) |
| Афроамериканци    | 324 (19,9%)   | 401 (25,4%) |
| Азијати           | 5 (0,3%)      | 5 (0,3%)    |
| Хиспаноамериканци | 105 (6,4%)    | 178 (11,3%) |
| Укупно            | 1.631         | 1.581       |